# Danvers

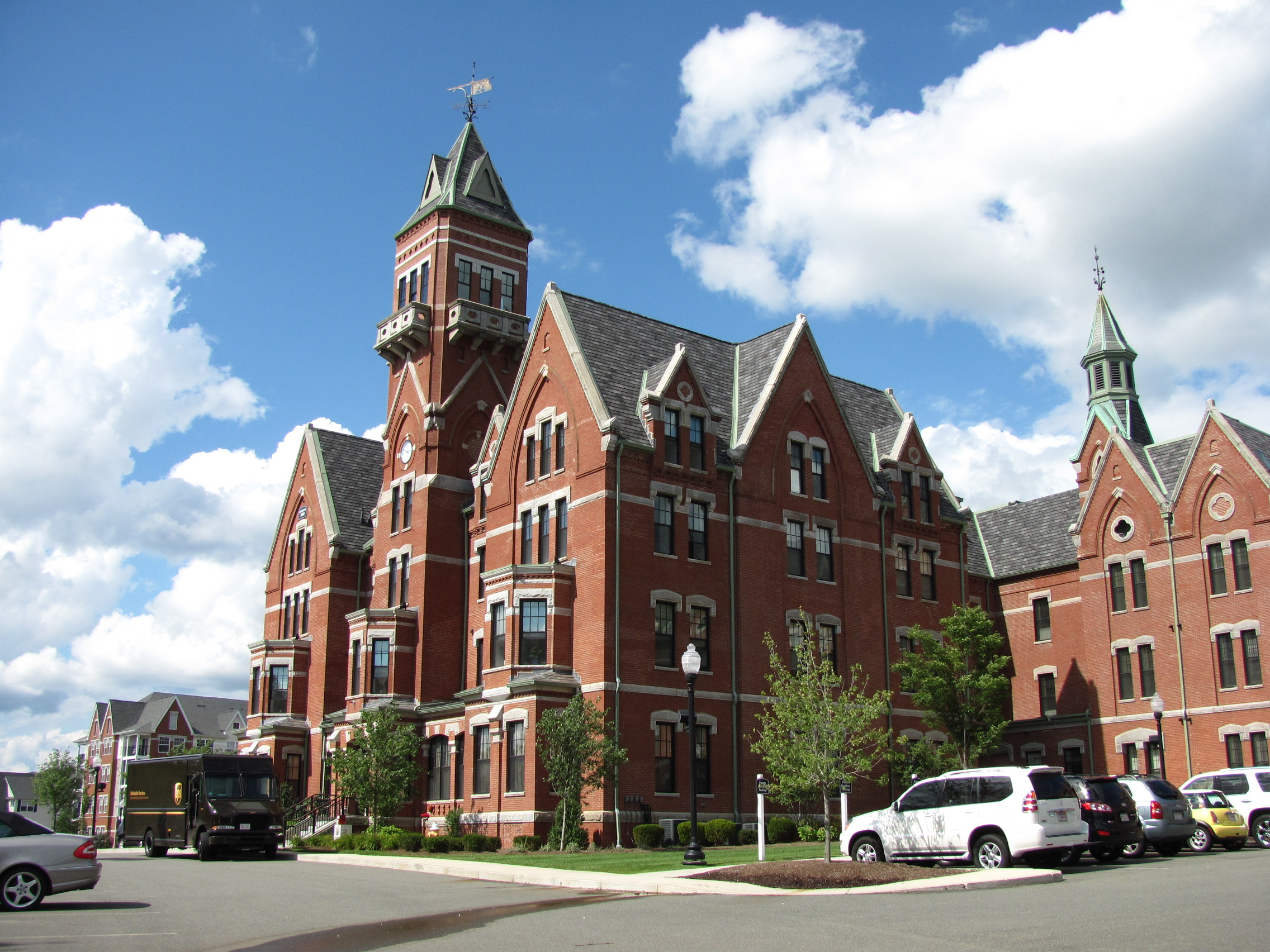

Danvers, kommun (town) i Essex County, Massachusetts, USA med cirka 25 212 invånare (2000).